# Proctonemesia
Proctonemesia är ett släkte av spindlar. Proctonemesia ingår i familjen hoppspindlar.
Kladogram enligt Catalogue of Life:
| Proctonemesia | \| \| Proctonemesia multicaudata \| \| \| \| \| \| Proctonemesia secunda \| \| \| \| |
|               | \| \| Proctonemesia multicaudata \| \| \| \| \| \| Proctonemesia secunda \| \| \| \| |
|               | Proctonemesia multicaudata                                                           |
|               |                                                                                      |
|               | Proctonemesia secunda                                                                |
|               |                                                                                      |